# 林沖 (藝人)
林錫憲（1933年1月7日—2025年7月7日），藝名林沖，台灣男歌手、演員。早年拍攝台語片，60年代先後在日本和香港發展，70年代後以歌唱表演為主。曾主演邵氏電影《大盜歌王》，飾演鑽石大盜並演唱插曲〈鑽石〉，故有「大盜歌王」、「鑽石歌王」之稱。

## 生涯

### 早年
林沖出生臺南望族，家境優渥。父親林全義（林全祿之兄）出身鹽埕林家，曾擔任南區區長、台灣省議會第二屆議員，母親為日本人。林家祖上相傳有荷蘭血統。林沖有一個弟弟，一個妹妹。
林沖幼年曾在日本生活，父親為讓他學好中文，帶回台灣。臺灣省立臺南第一中學初中三年級時與舞蹈家蔡瑞月習舞，升上臺南二中高中時，因課業重而中斷。1954年就讀淡江英語專科學校英語系時，重回蔡瑞月舞蹈教室練舞。1955年參加全國民族舞蹈大賽，以《高山獵人舞》獲社會成人組甲等第二名，以《小夫妻回娘家》獲得雙人舞第三名。

### 台語片時期
1955年，經魏平澳介紹，林沖參演白克執導、宣揚臺灣風景名勝的台語宣導電影《黃帝子孫》，任第二男主角。片中飾演旅居美國的歸國華僑，對祖國文化有著深刻的體認，由於與其身份雷同，亦得以將此角色發揮自如、恰如其分。這部電影藉由四對情侶遊覽吳鳳廟、曹公圳、赤崁樓等地，介紹了當地的明媚風光與歷史典故，主旨在消渳當時本省人與外省人間的種種隔閡，促進社會和諧與團結，影片面向海外華僑，偶爾在公家禮堂播放，未在台灣戲院公映。後經同片演員鍾瑛介紹，林沖與許石學習歌唱。
1957年，林沖自軍中退伍，陸續演出《鬼湖》（1958）、《黑貓與黑狗》（1959）、《結婚五年後》（1959）、《第一特獎》（1959）、《恩愛小夫妻》（1960）、《虎姑婆》（1960）、《五月之戀》（1961）等多部台語片，但適逢台語片低潮，他認為前途黯淡，便轉到香港謀生，出演的仍是港產廈語片《查某愛吃醋》、《阿母迫我嫁》與《恩愛小夫妻》等，只好轉回台灣，進入中影公司，主演了首部國語片《春愁》（原名：《荳蔻春怨》）（1960）後，又無片可拍，無奈再回頭拍台語片，演出《大俠梅花鹿》等十四部台語片。

### 日本時期
1961年，不願林沖走上演藝之路的父親，送其去日本留學，希望他成為外交官。當年春，林沖入讀日本大學藝術學部影劇科。半年後，父親在台生意失敗，林沖開始半工半讀，擔任家教兼導遊。同時，香港影星尤敏與日本影星寶田明合作主演的《香港之夜》轟動日本，中日合作風氣一開，東寶公司在各大學廣徵中日文翻譯人才，林沖应征成为港、日合資歌舞劇《香港》（1961）女主角李湄的日語翻譯，期间被東寶劇作家菊田一夫發掘，推薦其參加《香港》在東京寶塚劇場為期一個月的演出。因劇中香港大富豪的公子角色獲得好評，再獲邀參加1962年日本劇場音樂歌舞秀《春之舞》、大阪梅田劇場歌舞劇《南十字之女》的演出。
由於林沖在舞台劇上的表現，他受邀演出首部日本電影《積亂雲》（1962）（「大吉ぼんのう鏡」），但反響平平。1962年林沖與東寶公司簽約，與尤敏、寶田明合演《香港之星》（1962），延續《香港之夜》的熱潮，票房賣座，林沖之後陸續演出《山貓作戰》（1962）（「やま猫作戦」）、《東京‧香港‧夏威夷》（1963）、《香港瘋狂作戰》（1963）（「香港クレージー作戦」）、《戰地之歌》（1965）（「戦場にながれる歌」）共5部東寶電影。
除電影外，林沖也進軍電視圈，出演富士電視台連續劇《檢事》長達一年，飾演留日學醫的中國青年一角，在日本獲得全國知名度，隨後五年演出多部日本連續劇，包括NHK的《海上微風》(一季)與《青年的季節》（一季），富士電視台的《明星一千0一夜》（單元劇）、《禁止迴轉》（二季），日本教育電視台的《國際秘密搜查指令》（單元劇）、《戰友》（一年參與一季）、《全員下降》，東京電視台的《極東特派員》(單元劇)和日本電視台的《夫婦百景》（每週一次的單元劇）等。
1964年，林沖在親戚位於名古屋的婚禮上獻唱，被日本哥倫比亞唱片公司發掘後簽約，由服部良一指導演唱技巧，作曲家上原弦量身打造新歌〈香港旅情〉、〈東京の夜来香〉。在哥倫比亞唱片出版3張專輯後，隨老師叶弦大至皇冠唱片，出版2張專輯。1967年應臺灣駐日文化處的安排，代表臺灣參加韓國第一屆亞洲歌唱比賽，以〈故鄉之歌〉勇奪冠軍，獲獎後臺北豪華酒店邀請其回臺作秀。隨後在三軍球場、高雄藍寶石歌廳及臺南歌廳等地演出，四海唱片也請他灌錄在臺灣的首張唱片。

### 香港時期
1967年中，林沖到香港度假，以日本新晋演员身份接受麗的呼聲訪問，亮相電視台後人氣急升。在粉絲兼密友、日後成為其經理人的香港娱记李茵催谷下，林冲在香港走红。1968年受邀到香港海運夜總會表演，造成轟動，吸引邵氏公司注意，與其簽下二年電影合約，主演張徹執導的電影《大盜歌王》，插曲〈鑽石〉更成為他最代表性的歌曲，使他獲封「鑽石歌王」。之後又拍攝了《青春萬歲》、《椰林春戀》二部電影。然而，因邵氏認為林沖歌喉平平，《大盜歌王》和《青春萬歲》的公映版由當時不知名的羅文代唱，令林沖公開抗議，与邵氏关系恶化。此外，林沖因與誼兄、騎師郭子猷的太太廖安珀發生感情，導致誼兄婚變，在香港形象大損，促使林沖淡出香港。

### 歌唱時期
1970年代林沖與邵氏解約，轉以歌唱表演為主，演出遍及東南亞，遠及歐美。1972年前往泰國演出時，與當地紅星密差拉、頌木合演《愛娣》（1972）、《牛郎》（1972）兩部電影。1973年回臺於海山唱片灌錄《風狂雨又大》專輯，但反應平平。1974年，白景瑞導演邀請客串演出電影《女朋友》，也參與香港賀歲電影《太平山下》演出，之後曾在華視電視公司主持歌唱節目《青春曲》，直到1987年，林沖因妻子患病，遭受打擊，淡出影視圈，至日本經商，經營免稅商店和中華料理店，後擔任毋非設計有限公司（現豐盛設計）總經理。
1993年林沖復出拍攝電影《AK47之天網》。隔年參加於臺北國際會議中心舉辦的「老歌情未了懷念歌曲演唱會」。2016年1月8日，於臺北市中山堂舉辦個人首場演唱會「鑽石亮晶晶林沖演唱會」，並同時出版個人自傳；2018年1月5日至2月9日香港電影資料館為其舉辦「永遠的鑽石大盜 -林沖影展」，同年9月在香港沙田大會堂舉辦「林沖星光閃爍亮晶晶演唱會」，2020年1月12日應臺灣音樂館之邀，舉辦「鑽石亮晶晶–林沖的音樂世界講唱會」。2021年出版口述自傳《我的鑽石人生：林沖回憶錄》。2024年2月，出席台灣優質生命協會「愛傳承關懷演唱會」。2025年6月3日，臺南市長黃偉哲於市政會議，頒贈林沖為臺南市榮譽市民，以感謝其發揚臺灣流行文化產業，證書由其臺南親屬代領。
林沖晚年遭遇多次創傷病痛。1995年摔馬傷及脊椎，2001年經歷心導管手術，2011年診斷攝護腺癌，在身為信徒的乾兒子兼經紀人吳台生引導下，2012年受洗成為基督徒，後治癌成功。2022年左腿手术，导致行动能力逐渐衰退，此后数次意外跌倒受伤，2024年因在家中摔倒導致髋骨断裂而接受手术。2025年7月7日晚，林沖因感染吸入性肺炎合併敗血性休克及多重器官衰竭，在睡夢中離世，享耆壽92歲。

## 個人生活
林沖當紅時追求者眾。於台灣電影圈期間，獲五位台灣女星競相追求。直至林沖到日本發展，五位女星才和平共處。60年代末到香港發展時，娛記李茵青睞追求，並擔任林沖經理人。自林沖簽約邵氏後，吸引名媛闊太和邵氏女星注意，包括與《大盜歌王》女主角何莉莉傳出緋聞，導致同李茵關係生變，李茵解職經理人，但在發生《青春萬歲》被要求換上羅文代唱事件時，林沖向李茵求助，李仍給予建議幫助。林沖最終與誼兄、騎師郭子猷太太廖安珀發生感情，導致誼兄婚變，在香港社交界轟動一時。80年代後期，廖安珀患病，勸告林沖為前途著想，不應終身指望歌舞事業，於是林沖引退。兩人約1990年登記結婚，直到廖安珀1998年因中風過世，未育有子女。林沖晚年由乾儿子兼經紀人吳台生照料。

## 轶事
林沖對外宣稱出生1934年，比實際年齡年輕一歲。
林沖本以《水滸傳》林冲為藝名，然而入邵氏拍电影时，香港的宣传部主任很重视笔画，跟他说「14划不会红」，15、16或21划最好，就出主意帮他加了一点，变成林「沖」而沿用至去世。

## 電影作品
- 1956年 黃帝子孫
- 1958年 鬼湖
- 1959年 黑貓與黑狗
- 1959年	第一特獎
- 1959年	查某愛吃醋
- 1959年 結婚五年後
- 1960年	虎姑婆
- 1963年	Crazy Cats Go to Hong Kong
- 1963年 香港之夜
- 1963年 香港、東京、夏威夷
- 1965年	危險人物
- 1969年	椰林春戀
- 1969年 大盜歌王
- 1969年 青春萬歲
- 1974年	雪花片片
- 1974年 太平山下
- 1974年 女朋友
- 1978年 花樣百出
- 1983年 仙鬥仙
- 1987年 勇敢聖鬪士（台灣版北斗神拳2）
- 1990年 名妓滄桑
- 1990年 阿嬰
- 1993年 AK47之天網

## 外部連結
- 林沖在互联网电影资料库（IMDb）上的資料（英文）
- 林沖在香港影庫上的簡介
- 林沖在豆瓣上的资料（简体中文）
- 林沖在时光网上的簡介（简体中文）